# Frank Castañeda
Frank Andersson Castañeda Vélez (Cali, 17 luglio 1994) è un calciatore colombiano, attaccante dell'Atlético Bucaramanga.

## Caratteristiche tecniche
È un esterno offensivo, capace di giocare anche come seconda punta. 

## Carriera
Tra il 2016 ed il 2018 totalizza 42 presenze e 4 reti nella seconda divisione colombiana con l'Orsomarso. Il 18 luglio 2018 viene acquistato a titolo definitivo dalla squadra slovacca del Senica; rimane nel club fino al termine della stagione 2019-2020, totalizzando 54 presenze e 18 reti nella prima divisione slovacca e 10 presenze e 6 reti in Coppa di Slovacchia.
Nel gennaio del 2020 si trasferisce allo Sheriff Tiraspol, club della prima divisione moldava, con cui disputa anche una partita nei turni preliminari di Champions League (la sconfitta per 2-1 sul campo degli azeri del Qarabağ del 26 agosto 2020, in cui oltre ad esordire nelle competizioni UEFA per club vi segna anche il suo primo gol in carriera) ed una partita nei turni preliminari di Europa League.
La sera del 10 febbraio 2022 viene annunciato il suo passaggio ai polacchi del Warta Poznań tramite i canali ufficiali del club. Esordisce con la nuova maglia il 20 febbraio successivo, disputando gli ultimi minuti della gara vinta per 3-1 contro il Radomiak Radom. Appena una settimana più tardi, in casa dello Jagiellonia Białystok, realizza la sua prima rete portando momentaneamente in vantaggio i suoi.

## Statistiche

### Presenze e reti nei club
Statistiche aggiornate al 22 maggio 2022.
| Stagione        | Squadra          | Campionato      | Campionato | Campionato | Coppe nazionali | Coppe nazionali | Coppe nazionali | Coppe continentali | Coppe continentali | Coppe continentali | Altre coppe | Altre coppe | Altre coppe | Totale | Totale |
| Stagione        | Squadra          | Comp            | Pres       | Reti       | Comp            | Pres            | Reti            | Comp               | Pres               | Reti               | Comp        | Pres        | Reti        | Pres   | Reti   |
| --------------- | ---------------- | --------------- | ---------- | ---------- | --------------- | --------------- | --------------- | ------------------ | ------------------ | ------------------ | ----------- | ----------- | ----------- | ------ | ------ |
| 2016            | Orsomarso        | B               | 29         | 4          | CP              | 0               | 0               | -                  | -                  | -                  | -           | -           | -           | 29     | 4      |
| 2017            | Orsomarso        | B               | 13         | 0          | CP              | 3               | 0               | -                  | -                  | -                  | -           | -           | -           | 16     | 0      |
| feb.-mag. 2018  | Senica           | SL              | 8          | 5          | SP              | 0               | 0               | -                  | -                  | -                  | -           | -           | -           | 8      | 5      |
| 2018-2019       | Senica           | SL              | 30         | 5          | SP              | 7               | 7               | -                  | -                  | -                  | -           | -           | -           | 37     | 12     |
| 2019-2020       | Senica           | SL              | 17         | 8          | SP              | 4               | 1               | -                  | -                  | -                  | -           | -           | -           | 21     | 9      |
| 2020-2021       | Sheriff Tiraspol | DN              | 35         | 28         | CM              | 4               | 4               | UCL+UEL            | 2+1                | 1+0                | -           | -           | -           | 42     | 33     |
| 2021-gen.2022   | Sheriff Tiraspol | DN              | 17         | 6          | CM              | 1               | 1               | UCL                | 12                 | 2                  | SC          | 1           | 0           | 31     | 9      |
| gen.-mag. 2022  | Warta Poznań     | EK              | 13         | 4          | PP              | 0               | 0               | -                  | -                  | -                  | -           | -           | -           | 13     | 4      |
| Totale carriera | Totale carriera  | Totale carriera | 162        | 60         |                 | 19              | 13              |                    | 15                 | 3                  |             | 1           | 0           | 197    | 76     |

## Palmarès

### Club
- Campionato moldavo: 1

Sheriff Tiraspol: 2020-2021

### Individuale
- Capocannoniere del campionato moldavo: 1

2020-2021 (28 reti)